# 글라우코스파이라과
글라우코스파이라과(Glaucosphaeraceae)은 로델라강 글라우코스파이라목에 속하는 홍조류과 분류군의 하나이다. 3속 3종으로 이루어져 있다.

## 하위 분류
- 글라우코스파이라속 (Glaucosphaera) Korshikov, 1930 - 유일종 글라우코스파이라 바쿠올라타 (G. vacuolata)
- 네오로델라속 (Neorhodella) J.L.Scott, A.Yokoyama, C.Billard, J.Fresnel & J.A.West, 2008 - 유일종 N. cyanea
- 로델라속 (Rhodella) L.V.Evans, 1970 - 유일종 R. violacea